# Волощук Михайло Юрійович
Волощук Михайло Юрійович (10 листопада 1934, Майдан, Підкарпатська Русь, Перша Чехословацька Республіка — 5 лютого 2017, Ужгород) — український державний діяч. Депутат Верховної Ради УРСР 9—10-го скликань, Народний депутат України 1-го скликання. Член ЦК КПУ в 1990—1991 р. Кандидат економічних наук.

## Життєпис

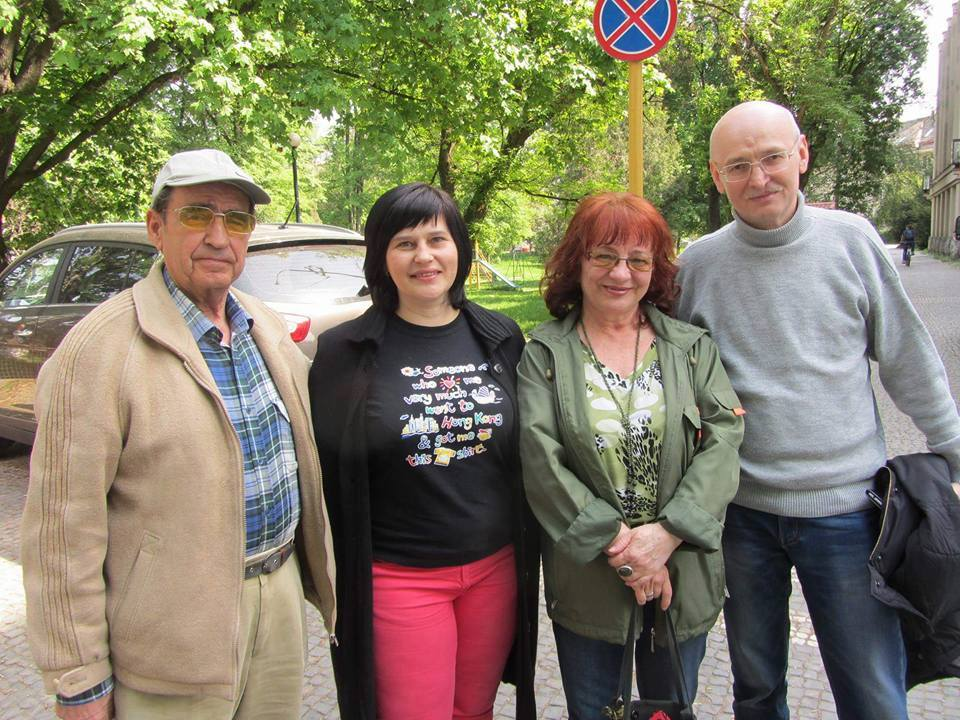
Зліва направо: Михайло Волощук, Тетяна Череп-Пероганич, Ольга Тимофеєва, Юрій Пероганич. Ужгород, весна 2016.

Народився 10 листопада 1934 року в селі Майдані (тепер Міжгірського району, Закарпатської області) в родині селян.
Закінчив Майданську семирічну школу Закарпатської області, а у 1952 році — Мукачівський кооперативний технікум.
З 1954 року — завідувач відділу організаційної і кадрової роботи Сталінського районного комітету ЛКСМУ міста Львова, 2-й секретар Ленінського районного комітету ЛКСМУ по пропаганді й агітації міста Львова.
Член КПРС з 1956 року.
З 1956 року — секретар Львівського міського комітету ЛКСМУ по пропаганді й агітації.
У 1957 році закінчив вечірнє відділення планово-економічного факультету Львівського торгово-економічного інституту за спеціальністю «економіст торгівлі».
З 1959 року — заступник завідувача відділу пропаганди й агітації Закарпатського обласного комітету ЛКСМУ; інструктор ЦК ЛКСМУ в Києві.
З 1960 року — 2-й секретар, з 23 вересня 1961 по 1963 рік — 1-й секретар Закарпатського обласного комітету ЛКСМУ.
З 1963 року навчався в Академії суспільних наук при ЦК КПРС у Москві, яку закінчив у 1966 році. Кандидат економічних наук (1966), доцент.
З 1966 року — заступник начальника Закарпатського обласного управління культури; 1-й секретар Воловецького районного комітету КПУ Закарпатської області.
З 1970 по 1974 рік — інспектор ЦК КПУ.
З квітня 1974 по грудень 1984 року — голова виконавчого комітету Закарпатської обласної ради народних депутатів.
З 1984 по 1990 рік — проректор Ужгородського університету.
З 9 лютого 1990 по 2 липня 1991 року — 1-й секретар Закарпатського обласного комітету КПУ, одночасно з квітня 1990 по жовтень 1991 — голова Закарпатської обласної Ради, голова виконкому Закарпатської обласної ради.
З 1992 року — генеральний директор акціонерного товариства «Закарпаткераміка». З 1993 року — генеральний директор видавничого підприємства «Орбіта».
З 1998 року — голова Асоціації депутатів Закарпатської області всіх рівнів.
Помер 5 лютого 2017 після тривалої хвороби. Жив скромно, не мав великих статків.

## Політична діяльність
4 березня 1990 р.оку обраний Народним депутатом України, набравши у 1-му турі 73,70 % голосів і перемігши 4 претендентів (Закарпатська область, Свалявський виборчий округ № 175). Входив до групи «За соціальну справедливість». Член Комісії ВР України у закордонних справах.
Кандидат у Народні депутати України Верховної Ради XIII скликання, висунутий виборцями 1-й тур — 5,2 % 6-те місце з 18-ти претендентів.

## Нагороди
- СРСР — ордени Трудового Червоного Прапора, «Знак Пошани», дванадцять медалей, дві Почесні грамоти Президії ВР УРСР;
- Україна — орден «За заслуги» ІІІ ступеня (червень 1997)[2], орден князя Ярослава Мудрого V ступеня (листопад 2004)[3].